# Halichoeres gurrobyi
Halichoeres gurrobyi là một loài cá biển thuộc chi Halichoeres trong họ Cá bàng chài. Loài này được mô tả lần đầu tiên vào năm 2016.

## Từ nguyên
Từ định danh gurrobyi được đặt theo tên của Chabiraj (Yam) Gurrob nhằm tri ân 35 năm đóng góp của ông trong việc quan sát và thu thập mẫu vật của các loài cá tại Mauritius (bao gồm cả loài cá này); Gurrob cũng đang điều hành Ornamental Marine World, công ty xuất khẩu cá cảnh biển tại Mauritius cùng với các con của mình.

## Phạm vi phân bố và môi trường sống
H. gurrobyi hiện là một loài đặc hữu của Mauritius, được thu thập ở độ sâu khoảng 12–22 m.

## Mô tả
H. gurrobyi có chiều dài cơ thể lớn nhất được ghi nhận là 10 cm. Tất cả mẫu vật được thu thập tại thời điểm đó đều là cá cái nên không rõ kiểu hình cá đực. Cá cái có màu trắng với hai đường sọc ngang màu vàng hội tụ tại mõm; hai sọc khác tương tự nhưng kém nổi bật hơn nằm dọc theo lưng và thân dưới (sọc thân dưới có thể không xuất hiện ở một số mẫu vật). Một đốm đen lớn lan rộng khắp toàn bộ cuống và gốc của vây đuôi. Các vây gần như trong suốt, ngoại trừ dải vàng dọc vây lưng và dải vàng viền lấy rìa vây đuôi. Vây đuôi lốm đốm các chấm cam và nâu ở giữa vây. Một đốm đen nhỏ trên gốc vây ngực. Mống mắt màu vàng cam.
Mẫu vật lớn nhất (nhưng không được giữ lại) có màu sắc bắt mắt và nổi bật hơn (màu xanh ngọc lam thay vì trắng nhưng vẫn giữ lại các sọc vàng trên thân và đốm đen lớn ở đuôi), có lẽ cá thể này đang trong quá trình chuyển thành cá đực.
Số gai ở vây lưng: 9; Số tia vây ở vây lưng: 11–12; Số gai ở vây hậu môn: 3; Số tia vây ở vây hậu môn: 11; Số tia vây ở vây ngực: 13; Số gai ở vây bụng: 1; Số tia vây ở vây bụng: 5; Số vảy đường bên: 27; Số lược mang: 19–21.

## Phân loại học
H. gurrobyi tạo thành một nhóm phức hợp loài cùng với Halichoeres pelicieri, Halichoeres hartzfeldii, Halichoeres zeylonicus và Halichoeres leptotaenia. Cả 5 loài có chung kiểu dài sọc vàng giữa thân với đốm đen trên cuống đuôi ở cá cái (cá đực có thể có thêm viền xanh ở dải sọc này.